# انتشارات اسپرینگر

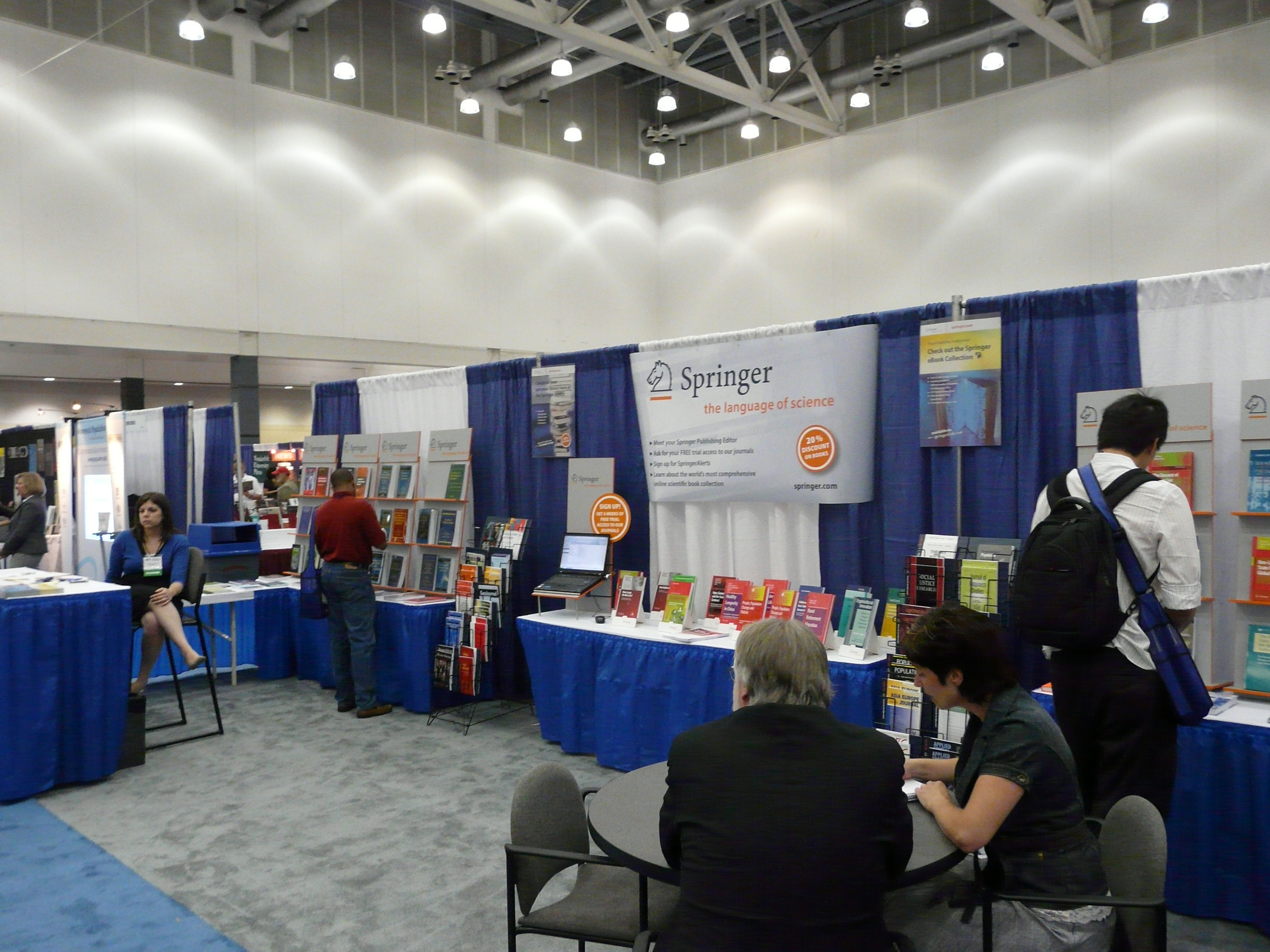
کنفرانس در سال ۲۰۰۸

انتشارات اسپرینگر یک شرکت انتشارات آمریکایی در زمینهٔ چاپ ژورنال علمی و کتاب است که توسط برنهارد اسپرینگر در سال ۱۹۵۰ بنیان‌گذاری شده‌است. این انتشاراتی جدا از انتشاراتی آلمانی با نام مشابه (اشپرینگر ساینس + بیزینس مدیا) است.